# بيت الجعدبى (بني مطر)

تعديل مصدري - تعديل

بيت الجعدبى هي إحدى قرى عزلة بني قيس بمديرية بني مطر التابعة لمحافظة صنعاء، بلغ تعداد سكانها 800 نسمة حسب تعداد اليمن لعام 2004.